# Grbavica (film)
Grbavica – film bośniackiej reżyserki Jasmili Žbanić z 2006, wyprodukowany w koprodukcji bośniacko-austriacko-chorwacko-niemieckiej.
Film zdobył Złotego Niedźwiedzia na festiwalu w Berlinie. Był również nominowany do Europejskiej Nagrody Filmowej w kategorii najlepszy film i najlepsza aktorka pierwszoplanowa (Mirjana Karanović). Jasmila Žbanić zdobyła nagrodę za reżyserię na festiwalu Sundance. W 2006 film został zgłoszony do rywalizacji o Oscara w kategorii filmu nieanglojęzycznego, ale nie otrzymał nominacji.
Film przedstawia historię Esmy (Mirjana Karanović) i jej córki Sary (Luna Mijović) mieszkających w Grbavicy, dzielnicy Sarajewa. Esma utrzymuje córkę w przekonaniu, że jej ojciec był szahidem, bohaterem wojennym, który zginął za Bośnię. W końcu musi jej jednak wyjawić prawdę: córka jest owocem gwałtu dokonanego na Esmie przez serbskiego żołnierza w czasie wojny w Jugosławii. W filmie pojawiają się również inne kobiety, które w czasie wojny zostały wykorzystane seksualnie.